# Allée Louise-Abbéma
L'allée Louise-Abbéma est une voie située dans le 20e arrondissement de Paris, en France.

## Situation et accès
L'allée est située au sud du square Sarah-Bernhardt.

## Origine du nom
La voie porte de le nom de Louise Abbéma (1853-1927), peintre et graveuse française.